# Arthur Geoffrey Walker
Arthur Geoffrey Walker (Watford, 17 de julho de 1909 — 31 de março de 2001) foi um matemático britânico.
Walker foi um geômetra, mas é mais conhecido por suas contribuições fundamentais para a relatividade geral. Em parceria com Howard Percy Robertson desenvolveu a métrica de Robertson-Walker do modelo cosmológico de  Friedmann-Lemaître-Robertson-Walker, que são soluções exatas das equações de campo de Einstein.